# La Machine à tuer
La Machine à tuer (titre original : The Killing Machine) est un roman de science-fiction de Jack Vance appartenant au genre space opera, publié en 1964. C'est le deuxième des cinq tomes de La Geste des Princes-Démons.

## Publication
La Machine à tuer a été publié aux États-Unis en 1964 et en France en 1969 dans la collection Galaxie-bis des éditions OPTA.